# Marvin Stefaniak
Marvin Stefaniak (Hoyerswerda, Alemania, 3 de febrero de 1995) es un futbolista alemán. Juega de centrocampista y su equipo es el F. C. Erzgebirge Aue de la 3. Liga de Alemania.

## Trayectoria
Marvin Stefaniak llegó al equipo juvenil del Dinamo Dresde en 2011. En febrero de 2014, con 19 años recién cumplidos, debutó en 2.Bundesliga frente al FSV Franfkurt, disputando los últimos seis minutos del encuentro. En esa temporada, Stefaniak alternaba convocatorias con el primer equipo y el equipo juvenil. Finalmente el Dynamo descendió a 3.Liga y el centrocampista comenzó a tomar importancia en la plantilla en la categoría de bronce alemana. Stefaniak disputó 32 partidos y consiguió anotar 2 goles y aportar 14 asistencias, aunque el equipo no consiguió el ascenso.
En la temporada 2015-16 sí consiguieron volver a la 2.Bundesliga, siendo Stefaniak una de las piezas claves del equipo, aportando 4 goles y nada menos que 17 asistencias. En la presente campaña, el futbolista alemán ya se ha estrenado como goleador en esta categoría. Tras cuatro jornadas de competición, el equipo ocupa la segunda posición en la tabla.
El VfL Wolfsburgo anuncia el 14 de septiembre de 2016 el fichaje de Marvin Stefaniak para la próxima temporada. El futbolista alemán, que milita en el Dinamo Dresde, llegará el 1 de julio de 2017 a su nuevo club, con quien ha quedado vinculado hasta junio de 2021.
Tras disputar 11 partidos con la sub-20 de Alemania, Stefaniak debutó con la sub-21 hace unos días en un partido amistoso frente a Eslovaquia que terminó con victoria germana por 3-0.

## Clubes
| Club                          | País     | Año       |
| ----------------------------- | -------- | --------- |
| Dinamo Dresde                 | Alemania | 2013-2017 |
| VfL Wolfsburgo                | Alemania | 2017-2022 |
| 1. F. C. Núremberg (cedido)   | Alemania | 2018      |
| SpVgg Greuther Fürth (cedido) | Alemania | 2019-2020 |
| Dinamo Dresde (cedido)        | Alemania | 2020-2021 |
| Wurzburgo Kickers             | Alemania | 2022      |
| F. C. Erzgebirge Aue          | Alemania | 2022-     |

## Palmarés

### Campeonatos nacionales
| Título  | Club          | País     | Año     |
| ------- | ------------- | -------- | ------- |
| 3. Liga | Dinamo Dresde | Alemania | 2015-16 |